# Episoade Alias (Sezonul 5)
Acest articol conține numele episoadelor din sezonul 5 al serialului de televiune Alias
| Nr.0 | Titlul episodului               | Data originală de difuzare |
| ---- | ------------------------------- | -------------------------- |
| 1    | Prophet Five                    | 29 septembrie, 2005        |
| 2    | ...1...                         | 6 octombrie, 2005          |
| 3    | The Shed                        | 13 octombrie, 2005         |
| 4    | Mockingbird                     | 20 octombrie, 2005         |
| 5    | Out Of The Box                  | 27 octombrie, 2005         |
| 6    | Solo                            | 10 noiembrie, 2005         |
| 7    | Fait Accompli                   | 17 noiembrie, 2005         |
| 8    | Bob                             | 7 decembrie, 2005          |
| 9    | The Horizon                     | 14 decembrie, 2005         |
| 10   | S.O.S.                          | 19 aprilie, 2006           |
| 11   | Maternal Instinct               | 19 aprilie, 2006           |
| 12   | There's Only One Sydney Bristow | 26 aprilie, 2006           |
| 13   | 30 Seconds                      | 3 mai, 2006                |
| 14   | I See Dead People               | 10 mai, 2006               |
| 15   | No Hard Feelings                | 17 mai, 2006               |
| 16   | Reprisal                        | 22 mai, 2006               |
| 17   | All The Time In The World       | 22 mai, 2006               |

## Prophet Five
Data originală de difuzare: 29 septembrie, 2005
- Regizat de: Ken Olin
- Scris de: Alison Schapker, Monica Breen

Sydney și Vaughn supraviețuiesc accidentului; Vaughn este răpit de un grup necunoscut, iar Sydney reușește să scape. După ce se întoarce în Los Angeles, Sydney descoperă că Vaughn se află sub suspiciunea de a fi un agent dublu.
În Mexico City, Vaughn este interogat de un bărbat misterios care i se adresează lui Vaughn cu "D-l Michaux". Acel bărbat dorește ca Vaughn să descifreze un cod de pe o bucată de hârtie și îl amenință că o va răni pe Sydney dacă nu face ce îi spune. Vaughn, totuși, reușește să evadeze și o sună pe Sydney, pentru a-i cere să-i aducă ceasul tatălui său. După ce se întâlnesc, Vaughn îi mărturisește lui Sydney că numele său adevărat este André Michaux.
Vaughn o duce apoi pe Sydney cu el să se întâlnească cu un bărbat care a participat la Prophet Five, un proiect la care a luat parte și tatăl lui Vaughn. În timp ce era în Cape Town, Africa de Sud pentru a recupera o carte, Sydney primește un telefon de la doctorul ei, care o anunță că este insărcinată. Mai târziu, în timp ce îi dădea cartea acelui bărbat, Vaughn este împușcat de mai multe ori, alături de acel om. Vaughn este dus repede la spital, unde Sydney și cu el aleg un nume pentru viitorul copil: Isabelle. Vaughn apoi moare și este înmormântat. 
Patru luni mai târziu, Sydney merge la Londra, unde o găsește pe Renée Rienne, sau "Corbul", o binecunoscută asasină, cu care Vaughn lucrase pentru a descoperi secretele Proiectului Prophet Five.

### Titluri internaționale
- Franceză: Prophète 5

## ...1...
Data originală de difuzare: 6 octombrie, 2005
- Regizat de: Fredrick E. O. Toye
- Scris de: J.R. Orci

Ivan Curtis, bărbatul care a asistat la uciderea lui Vaughn, este capturat de către Sydney, Dixon și Weiss în Amsterdam. Curtis a furat un tub cu nuridiu, despre care Marshall crede că va fi folosit pentru a crea o bombă. Pentru a putea localiza bomba, îi dau drumul lui Curtis și îl urmăresc până când acesta va ajunge la bombă. Curtis este urmărit până ajunge pe un avion; Sydney, Dixon și Weiss interceptează avionul și se urcă pe el fără știrea lui Curtis. La bordul avinului, Sydney descoperă că acea "bombă" era de fapt un fel de sicriu cu un om necunoscut în interior. Mai târziu, în timpul unei confruntări dintre Curtis și Sydney, Curtis deschide o ușă a avionului și este tras afară din avion, pentru a evita să fie capturat. Înapoi la sediul APO, se descoperă că sicriul a fost furat înainte ca persoana din interior să fie identificată. 
În timpul misiunii, Weiss a informat-o pe Sydney că a fost promovat și că i s-a oferit o slujbă la NSC în Washington, D.C.. În acest timp, Jack caută un înlocuitor pentru Vaughn și găsește un bărbat pe nume Thomas Grace.

### Titluri internaționale
- Franceză: Sans scrupules

## The Shed
Data originală de difuzare: 13 octombrie, 2005
- Regizat de: Tucker Gates
- Scris de: Breen Frazier

Marshall se află pe urmele unui hacker, despre care se crede că este implicat în furtul unor informații din calculatoarele de la NSA, care i-a demascat acoperirea lui Vaughn. Sydney este forțată să-l urmărească pe hacker la Praga cu noul agent APO, Thomas Grace. Împreună cu Marshall, cei trei o prind pe Rachel Gibson, un presupus agent al unei ramuri secrete a CIA, care lucra sub supravegherea lui Gordon Dean în Praga. Asemănătoare cu viața lui Sydney de la SD-6, Gibson a fost mințită și astfel lucra pentru dușmanul împotriva cărui credea că luptă. 
Formând o alianță cu Sydney, Rachel se întoarce la The Shed, o divizie secretă, pentru a putea să-i transfere lui Marshall fișierele secrete. Dar, Rachel este detectată de către Kelly Peyton, subalterna lui Dean, care aruncă în aer întregul birou, lăsând-o pe Rachel singura supraviețuitoare a exploziei. 

### Titluri internaționale
- Franceză: Dans l'ombre

## Mockingbird
Data originală de difuzare: 20 octombrie, 2005
- Regizat de: Frederick E.O. Toye
- Scris de: Drew Goddard

În Monte Carlo Sydney, Tom și Dixon se infiltrează într-un cazinou pentru a recupera arhiva electronică a lui Dean. După aceea, Sydney este interceptată și ridicată în aer cu ajutorul unei macarale cu magnet, în timp ce se afla în mașină. Gordon Dean o sună și îi cere să i-o returneze pe "Mockingbird", altfel Sydney va fi lăsată să cadă de la mai mulți metri înălțime. 
Cu 72 de ore înainte, Rachel îi spune lui Sydney că numele ei de cod de la "The Shed" era Mockingbird. Cu ajutorul lui Rachel, echipa APO reușește să spargă conturile lui Gordon Dean din Insulele Cayman. Imediat după ce Dean este anunțat că banii i-au fost luați, el își dă seama că Rachel este încă în viață și că lucrează pentru CIA. În timpul misiunii de a recupera arhiva, Rachel este adusă în portbagajul mașinii, care l-a sfârșitul episodului a fost ridicată în aer -din ordinele lui Dean-, pentru a o obliga pe Sydney să i-o dea pe Rachel (Mockingbird). Sydney și Rachel reușesc să iasă din mașină, înainte ca aceasta să se prăbușească. 
Are loc procesul lui Sloane, în care se investighează nerespectarea înțelegerii din cadrul grațierii, deoarece Sloane a ajutat-o pe Elena Derevko, -de fapt, el încerca să o oprească. Episodul se termină cu grațierea lui Sloane, care acceptase ajutorul unui străin misterios, ce pretindea că are un angajator puternic și foarte influent. 

### Titluri internaționale
- Franceză: En péril

## Out Of The Box
Data originală de difuzare: 27 octombrie, 2005
- Regizat de: Jay Torres
- Scris de: Jesse Alexander

După ce a fost grațiat din nou, pentru crimele sale împotriva Statelor Unite, Sloane îi cere lui Jack să îl ajute să se întoarcă la APO. Divizia APO s-ar putea folosi de cunoștințele și de contactele lui Sloane, oferite în schimbul încercării de a găsi un tratament pentru fiica sa, Nadia. Totuși, reîntoarecerea sa la APO nu este acceptată de un senator, care, mai târziu, este amenințat de către Sloane din ordinul binefăcătorului său: Gordon Dean. 
După ce Renée Rienne a fost recunoscută pe o cameră se supraveghere, în timpul unui furt, Sydney și Thomas sunt trimiși să o investigheze. Rienne îl resuscitează pe bărbatul din cutie, care se pare că este tatăl ei. După ce Sydney și Tom se întâlnesc cu Renée, ei sunt atacați de un grup de mercenari. Între timp, o electroencefalogramă le dovedește celor de la APO că bărbatul din cutie nu este adevăratul tată al lui Renée, în ciuda asemănării perfecte cu el. După ce Sydney, Thomas și Renée realizează că acel bărbat nu este tatăl lui Renée, mercenarii reușesc să îl recupereze. Apoi, este dus să se întâlnească cu Gordon Dean în Coreea de Nord, unde este identificat ca Dr. Desantis.

### Titluri internaționale
- Franceză: A l'air libre

## Solo
Data originală de difuzare: 10 noiembrie, 2005
- Regizat de: Jeffrey Bell
- Scris de: Jeffrey Bell

Familia lui Rachel este introdusă în Programul de Protecție a Martorilor, în urma grijilor că Gordon Dean ar încerca să îi răpească. După aceea, pe baza informațiilor lui Sloane, -care de fapt proveneau de la Gordon Dean- APO se infiltrează la o petrecere în căutarea unui dosar electronic, care le va oferi locația unui creator de arme. În timpul acestei misiuni, Rachel este văzută de un gardian și, în loc să se lupte cu el, fuge de acesta și este salvată de agentul Grace.
Folosind datele din dosar, APO descoperă că creatorul de arme se află pe o platformă de petrol. Rachel este selectată să meargă singură în aceasta misiune, Sydney ghidând-o de la distanță. În timp ce se afla pe platformă, Rachel fură software-ul creatorului de arme, iar apoi este găsită de Kelly Peyton, fosta sa colegă și prietenă de la "The Shed". Cele două se luptă, dar Peyton reușește să fugă în timp ce Rachel este salvată. 
Sloane refuză să îi dea software-ul lui Dean, din cauza lui Kelly Peyton, care a pus în pericol un membru al echipei sale. În finalul episodului, este arătată Nadia, încă în comă, a cărei viața ar putea fi în pericol datorită deciziei lui Sloane.

### Titluri internaționale
- Franceză: En solo

## Fait Accompli
Data originală de difuzare: 17 noiembrie, 2005
- Regizat de: Richard Coad
- Scris de: Andi Bushell

Sloane se hotărăște să îl trădeze pe Dean când este informat că starea Nadiei nu se va mai îmbunătăți. Ei se întâlnesc la o cursă de cai pentru a face schimbul unui card de acces. APO îl interoghează pe Dean, sub arest, pentru a obține informații despre Prophet 5. Dar, o persoană misterioasă îi cere lui Sloane să îl ucidă pe Dean. Nadia iese din starea da comă pentru o scurtă perioadă, ceea ce îl convinge pe Sloane să îl omoare pe Dean -cu scopul de a beneficia de ajutorul persoanei misterioase pentru boala Nadiei. Kelly Peyton preia controlul asupra celului conduse anterior de către Dean.

### Titluri internaționale
- Franceză: Fait accompli

## Bob
Data originală de difuzare: 7 decembrie, 2005
- Regizat de: Donald Thorin Jr.
- Scris de: Monica Breen, Allison Schapker

Un agent dublu din cadrul MI-6 testează o bombă cu micropuls, care incinerează oameni, dar lasă materialele anorganice intacte. Cu ajutorul unei agente de la MI-6, Jack descoperă identitatea creatorului de bombe. Rachel merge la o conferință în São Paulo, Brazilia pentru a copia fișierele din calculatorul creatorului de bombe. Sub acoperirea de "Bob Brown", Julian Sark se află acolo cu același scop. Amândoi reușesc să copieze fișierele, iar, după ce beau împreună, se duc în camera lui pentru a face sex.
În Brazilia, Jack este martorul unei tranzacții de arme cu o bombă cu micropuls mult mai mare, tranzacție ce se dovedește a fi o ambuscadă. Echipa realizează că informațiile s-au scurs prin intermediul lui Sark; Rachel și Sydney se întâlnesc cu el și îl angajează. Jack și o agenta MI-6 sunt luați prizonieri și transportați în Tunisia. Sark se preface că dorește să cumpere prizonierii, dar este trădat și legat de bombă. Rachel reușește să dezamorseze bomba, iar Jack si agenta sunt salvați. 

### Titluri internaționale
- Franceză: Amour mortel

## The Horizon
Data originală de difuzare: 14 decembrie, 2005
- Regizat de: Tucker Gates
- Scris de: Josh Applebaum, André Nemec

Sydney este răpită în Madrid. Interogatorii ei se folosesc de amintirile ei cu Vaughn pentru a-i sonda memoria, cu scopul de a descoperi secretele referitoare la The Horizon (un element de pe o hartă SD-6, pe care a văzut-o o singură dată). Jack urmărește un indiciu, până când ajunge într-o cameră pentru bebeluș dintr-o clădire goală. Sydney evadează din camera de interogatorii, dar descoperă faptul că se află pe un vapor din mijlocul oceanului. Se dezvăluie că Irina se află în spatele răpirii și interogării lui Sydney. 

### Titluri internaționale
- Franceză: L'horizon

## S.O.S.
Data originală de difuzare: 19 aprilie, 2006
- Regizat de: Karen Gaviola
- Scris de: J.R. Orci

După ce evadează din camera de interogatoriu și descoperă că se află pe un vapor pe mare, Sydney merge într-o cameră de comunicații și trimite un mesaj către APO prin intermediul CIA-ului. Fără să știe atunci, mesajul ei a fost interceptat de un agent dublu de la CIA (care lucrează pentru Prophet Five), dar cei de la APO au reușit să audă o parte din mesaj. Dorind să o salveze pe Sydney, APO încearcă să se folosească de un server de la Langley, cu scopul de a obține restul mesajului. Dar, când echipa APO ia hard drive-ul pe care se afla mesajul, se declanșează alarma. Până la urmă ei reușesc să scape datorită lui Weiss, care îi ajută să treacă de gardieni. 
Deși mesajul de pe hard drive este alterat, APO reușește să descopere cine a făcut acest lucru. Jack aranjează o întâlnire cu conducătorii diviziilor CIA și îl identifică pe agentul dublu (Davenport), care îi mărturisește unde se află Sydney. APO plănuiește o misiune de salvare a lui Sydney. În timp ce elicopterele erau pe drum, Sydney este forțată să suporte o operație. Când echipa APO ajunge, Sydney este singura persoană de pe vapor. După câteva analize asupra lui Sydney, doctorii ajung la concluzia că Prophet Five nu încerca să îi rănească bebelușul, ci să îl salveze. 

### Titluri internaționale
- Franceză: Portée disparue

## Maternal Instinct
Data originală de difuzare: 19 aprilie, 2006
- Regizat de: Tucker Gates
- Scris de: Breen Frazier

Datorită posibilității exitenței unor agenți dubli în cadrul APO, directorul CIA Devlin "închide" temporar organizația. Jack rămâne determinat să continue investigația despre Prophet Five, iar Sydney îi mărturisește codul dorit de Prophet Five atunci când a fost capturată. Se dezvăluie că "Leo-47 Norte" reprezenta codul pentru o veche misiune SD-6 în Franța.
Irina se întâlnește cu Sydney și îi dezvăluie cunoștințele ei despre Prophet Five: grupul o capturase pe Sydney crezând că știa ceva despre "The Horizon". După ce Jack îl pune pe Marshall să extragă mai multe informații din arhivele CIA -fără știrea directorului CIA Devlin-, Dixon și Renée Rienne îl obligă pe Jean Bertrand să le spună mai multe despre "The Horizon", care este stocat într-o cutie de valori dintr-o bancă din Vancouver.
Jack, Irina și Sydney se infiltrează în bancă pentru a recupera "The Horizon". Totuși, Irina îi dezvăluise informații lui Peyton, care ajunge în clădire cu o echipă proprie și omoară paznicii. Irina îl atacă pe Jack, care deține "The Horizon", iar Sydney realizează că Irina a pus la cale răpirea ei. Când Irina insistă că Peyton o va omorî și pe ea, Jack îi răspunde că el o va omorî primul. 
După ce Jack o oprește pe Peyton, Sydney intră în travaliu. Jack și Irina o ajută pe Sidney să dea naștere unei fetițe, după care Irina evadează cu "The Horizon." Între timp, în Bhutan, un călugăr primește un mesaj de la un călăreț, iar apoi îi împărtășește vestea despre fetița lui Sydney lui Michael Vaughn.

### Titluri internaționale
- Franceză: Instinct maternel

## There's Only One Sydney Bristow
Data originală de difuzare: 26 aprilie, 2006
- Regizat de: Robert M. Williams, Jr.
- Scris de: Drew Goddard

La o lună după nașterea bebelușului, Sydney își ia concediu de la serviciu. Între timp, Kelly Peyton aranjează ca Anna Espinosa, vechea dușmană a lui Sydney, să fie eliberată din închisoare și să-l răpească pe Will Tippin, care încă se află în Programul de protecție a martorilor. Răpirea reprezintă un șiretlic pentru a o atrage pe Sydney să se întoarcă la muncă. În timpul salvării, Anna și Sydney se luptă, iar Anna reușește să obțină o mică cantitate de sânge de la Sydney, după care evadează. APO descoperă că Prophet Five implantase o bombă minusculă la baza craniului lui Will, bombă care este programată să explodeze dacă Sydney nu îi cedează Annei Pagina 47, pe un tren din Spania. Însoțită de Will, Sydney încearcă să dezamorseze bomba și să o oprească pe Anna să intre în posesia Paginii 47. În urma unei alte lupte, Anna o închide pe Sydney într-un vagon, unde este stropită cu o substanță chimică necunoscută. Ea este salvată de către Will, dar, în timp ce oprea bomba să explodeze, Anna reușește să scape. 
Sloane este prezentat celor 12 lideri ai organizației Prophet Five, care îl conving să îndeplinească o ultimă misiune, înainte de a-i furniza antidotul pentru boala Nadiei. În timp ce episodul se termină, Anna este supusă unei versiuni a Proiectului Helix și este transformată într-o dublură a lui Sydney Bristow.
Notă: Gina Torres joacă rolul Annei Espinosa. Bradley Cooper joacă rolul lui Will Tippin.

### Titluri internaționale
- Franceză: L'élue

## 30 Seconds
Data originală de difuzare: 3 mai, 2006
- Regizat de: Frederick E.O. Toye
- Scris de: Alison Schapker, Monica Breen

După ce obligațiile sale față de Prophet 5 s-au încheiat, organizația îi dăruiește lui Sloane antidotul pentru boala Nadiei. Dar acest antidot are un preț: pentru ca acesta să funcționeze, inima Nadiei trebuie oprită pentru 30 de secunde. La APO, căutarea Annei Espinosa continuă, echipa neștiind că ea este acum o dublură a lui Sydney. Sydney și Renée încearcă să îi urmărească mișcările Annei folosindu-se de un șiretlic la un centru de telefonie din Jaipur. După ce Renée se preface că jefuiește centrul, misiunea este încheiată, iar Sydney îi oferă o slujbă la APO -dar Renée refuză. Mai târziu, Sloane o sufocă pe Nadia până la moarte, dar apare Jack, care, crezând că Sloane vrea să o eutanasieze, aproape îl împiedică pe acesta să îi administreze antidotul. Nadia este readusă la viață, fără efecte secundare aparente, deși a stat în comă un an întreg. 
Nadia se reîntâlnește cu Sydney, dar, din cauză că mai are un sentiment de repulsie față de acțiunile trecute ale tatălui ei, se hotărăște să locuiască cu sora ei. În Franța, Renée îl interoghează pe un vechi cunoscut, care se afla în posesia Paginii 47, și află de la acesta că acea pagină era falsă. În Ghana, echipa APO o așteaptă pe Anna pentru a o atrage într-o capcană, dar, aceasta reușește să scape și o omoară pe Renée cu un cuțit.
Înapoi în Los Angeles, este dezvăluit faptul că Sloane se află în posesia adevăratei Pagini 47. În timp ce o studia, Nadia apare acasă la Sloane, intenționând să se împace cu tatăl ei. Dar, când descoperă Pagina 47 ascunsă în biroul lui, Nadia își dă seama că obsesia lui Sloane petru Rambaldi nu a dispărut și aruncă pagina în foc. Pagina nu arde, ci doar dezvăluie simbolul lui Rambaldi <o>. Într-o mișcare disperată de a salva pagina, Sloane o împinge pe Nadia, care cade pe o masă de sticlă și moare din cauza unui ciob care o rănise în zona gâtului. Sloane, realizând că aceste lucruri fac parte din destinul său, se alătură organizației Prophet Five pentru a descoperi adevăratul scop al lui Rambaldi. 

### Titluri internaționale
- Franceză: 30 secondes

## I See Dead People
Data originală de difuzare: 10 mai, 2006
- Regizat de: Jamie Babbit
- Scris de: Andi Bushell, J.R. Orci

Autopsia lui Renée Rienne dezvăluie faptul că avea un cip implantat în corpul ei. Cipul avea gravat numele adevărat al lui Michael Vaughn, Andre Micheaux și conținea un fel de cod pe jumătate șters. Sydney plănuiește să plece în Nepal pentru a-l întâlni pe Vaughn.
Pe aeroportul din Nepal, Anna se întâlnește cu persoana de contact a lui Sydney, de la care află că Vaughn trăiește. O altă persoană se dă drept persoana de contact a lui Sydney și aproape o omoară într-un accident de mașină. 
Anna se întâlnește cu Vaughn și îi arată cipul. Vaughn presupune că cealaltă jumătate a cipului se află în corpul lui; de aceea o pune pe Anna să i-l scoată. Cele două jumătăți se potrivesc perfect și dezvăluie locația unui bunker ascuns din Germania. Anna și Vaughn merg în Germania; iar apoi și Sydney pornește pe urmele lor. 
Anna și Vaughn localizează bunker-ul și intră în acesta prin demisolul unui magazin de bijuterii. Acolo cei doi descoperă toate informațiile strânse despre organizația Prophet Five de către tatăl lui Vaughn și al lui Rienne. Vaughn îi spune Annei că și-a dat seama că ea nu este adevărata Sydney, după care încep să se lupte. Anna deține momentan controlul asupra luptei, dar este împușcată de Sydney. 
Sloane lucrează la descifrarea mesajului recent descoperit al Paginei 47. În timp ce lucra, el vede o apariție a Nadiei. Sloane îi spune lui Peyton că are nevoie de a o anumită carte, pentru a-și termina descifrarea și o trimite cu un mesaj la o anumită librărie. Apariția Nadiei dezvăluie faptul că el a terminar deja descifrarea; mesajul către librar era, de fapt, o metodă de a-l contacta pe Julian Sark.

### Titluri internaționale
- Franceză: Sixième sens

## No Hard Feelings
Data originală de difuzare: 17 mai, 2006
- Regizat de: Tucker Gates
- Scris de: Sam Humphrey

Sydney se întâlnește cu Sloane -care crede că ea este Anna-, pentru a fi informată despre ultimul indiciu al lui Rambaldi. Sydney este trimisă să se întâlnească cu Sark în Roma, care de asemenea crede că ea este Anna. După ce cheamă poliția după el, Sark se preface că jefuiește barul, pentru a fi arestat împreună cu Anna; acesta era planul lui de a intra într-o închisoare de maximă securitate, unde se afla indiciul final lui Rambaldi. Ajuns în închisoare, Sark se preface că are un infarct, cu scopul de a fi scos din celula sa și de a o putea ajuta pe Sydney să ajungă într-o anumită parte a închisorii. Sydney ajunge la subsolul închisorii, unde se întâlnește cu un bătrân, care îi dăruiește un lanț cu un pandativ roșu -indiciul final al lui Rambaldi. Sydney se întoarce în celula ei, intenționând să păstreze pentru ea indiciul -pentru a nu ajunge pe mâini greșite-, dar apare Sloane, care o amenință cu un pistol și îi ia indiciul. Apoi încearcă să o omoare -crezând în continuare că este Anna- sufocând-o, dar apare Vaughn, care îl face pe Sloane să plece. 
Înapoi în Los Angeles, Vaughn și Sydney petrec puțin timp împreună cu Isabelle, până când sună telefonul. Răspunde Sydney; Sloane îi mărturisește că știa că nu ea a fost omorâtă de către Anna, ci invers. El îi mai spune că acum are toate obiectele lui Rambaldi și că își poate duce la capăt planul. 

### Titluri internaționale
- Franceză: Sans rancune

## Reprisal
Data originală de difuzare: 22 mai, 2006
- Regizat de: Frederick E.O. Toye
- Scris de: Monica Breen, Alison Schapker

Cu toate documentele despre Prophet Five la îndemână, echipa APO se răspândește pe tot globul, pentru a le face poze tuturor celor 12 membri Prophet Five. După ce stâng toate pozele și informațiile, ei se hotărăsc să îi aresteze simultan, pentru a nu se putea avertiza unul pe altul. Sloane discută cu Sark și cu Peyton și le propune să își întărească poziția lor în cadrul organizației. 
Tom o vizitează pe Rachel în apartamentul ei. Ea îl consolează pentru toate situațiile nefericite prin care a trecut, după care el o sărută. Când Rachel se duce până în bucătărie, Tom pleacă. Apoi, Rachel este răpită de către Sark. Cam în același moment este răpit și Marshall, după care cei doi sunt aduși în ascunzătoarea lui Sloane. Sloane îi cere lui Marshall să intre într-un rețea guvernamentală și să localizeze o peșteră subterană. Când Marshall refuză, Peyton îl torturează; altundeva, Sark o torturează pe Rachel. 
Sydney și Jack o vizitează pe Carrie, soția lui Marshall, care i-a sunat pentru a o ajuta să-l găsească pe Marshall. Când Sydney îi mărturisește că Marshall încă mai lucrează pentru CIA, Carrie se oferă să îi ajute, oferindu-le suportul tehnic necesar în lipsa lui Marshall. Când ajunge la APO, Carrie sparge parola pentru un program al lui Marshall pentru a-i urmări pe membrii Prophet Five. 

### Titluri internaționale
- Cehă: Odveta
- Franceză: Le dernier élément
- Germană: Vergeltung

## All The Time In The World
Data originală de difuzare: 22 mai, 2006
- Regizat de: Tucker Gates
- Scris de: Drew Goddard, Jeff Pinkner

Vaughn o găsește pe Sydney inconștientă și îi oferă primul ajutor pentru a o readuce la viață. Într-o amintire din trecutul ei îndepărtat, Jack o anunță pe Sydney că mama ei a murit și îi cere să fie puternică. 
Peyton îi spune lui Sloane că a încheiat o afacere cu aliatul lor din Hong Kong, în timp ce îi arată "The Horizon". Sloane îi confirmă lui Sark că plănuiește un genocid global, folosind rachete nucleare. 
Într-un hotel din Siena, Sydney își amintește un moment din copilăria ei, când a asamblat pentru prima dată niște cuburi. Neștiind că acestea fac parte din Proiectul Christmas, Sydney îi arată tatălui ei ce făcuse. Jack îi spune atunci că este o fetiță foarte specială. 
Mai târziu, Sydney citește un raport, unde două rachete nucleare au fost furate, și presupune că Sloane este implicat. Sydney trage concluzia că dacă Sloane îi omorâse pe toți membrii Prophet Five, acum toate bunurile lor se află sub controlul lui și că ar fi cumpărat aceste rachete de la altcineva. Marshall intră în rețeaua bancară rusă și cu ajutorul înregistrărilor telefonice reușește să o localizeze pe Peyton.
Vaughn, Dixon și Sydney o interoghează pe Peyton, care mărturisește că nu știe unde sunt ținue rachetele, dar știe că Sloane are de gând să le îndrepte spre două mari orașe. Jack își dă seama că Sloane nu este interesat să omoare câți mai mulți oameni, ci să profite de pe urma reconstrucțiilor. Sydney descoperă după aceea că Sloane se află în Mongolia.
Sloane și Sark intră într-o peșteră din Mongolia. Apoi, Sloane îi spune lui Sark că următorul pas trebuie să-l facă singur. Sloane coboară până într-o cameră subterană -care se dovedește a fi camera mortuară a lui Rambaldi-, unde pune "The Horizon" deasupra mormântului lui Rambaldi. "The Horizon" începe să strălucească, iar o sferă roșie (asemănătoare cu cele generate de un Dispozitiv Mueller) apare deasupra lui, iar un lichid roșu se scurge din sferă în "The Horizon".
Vaughn, Sydney și Jack se infiltrează în tabăra așezată în apropierea mormântului lui Rambaldi. Sydney se furișează în camera subterană și îl amenință pe Sloane cu un pistol. Între timp, Vaughn și Jack sunt înconjurați de Sark și de oamenii lui. Sydney înșfacă "The Horizon", care era plin de lichidul roșu, dar, când era pe cale să-l distrugă, apare Sark, ținându-i pe Vaughn și Jack ostatici.
Acum, Sloane încearcă să o convingă pe Sydney să îi returneze "The Horizon", iar apoi îl împușcă pe Jack. Sydney aruncă "The Horizon" pentru a ajunge la Jack, iar Vaughn profită de această oportunitate pentru a lovi paznicii. Sydney îl împușcă de mai multe ori pe Sloane, care cade într-o groapă cu lichid roșu. Acesta moare, iar Sark ridică "The Horizon".
Sydney își amintește când i-a dat tatălui ei unul dintre primele ei salarii -pentru a-i mulțumi că îi plătise studiile până atunci. Când menționează faptul că a început să lucreze la Credit Dauphine, Jack îi cere să renunțe numaidecât. Foarte confuză, Sydney se răzvrătește împotriva tatălui ei și îi spune că face ce vrea și ce va crede că este cel mai bine pentru ea.
Sydney și Vaughn îi scot afară din camera subterană pe Jack -grav rănit- și încearcă să îi ofere primul ajutor. Vaughn raportează că Sloane a murit și că Sark probabil s-a îndreptat spre persoana lui de contact din Hong Kong. Vaughn adaugă că acea persoană este Irina Derevko.
Mai târziu, echipa primește vestea că deși Marshall are acces la protocolul de lansare a rachetelor nu le poate opri. Jack îi sfătuiește să meargă în Hong Kong pentru a încerca să le oprească de acolo. Deoarece Sydney dorește să rămână cu tatăl ei rănit, Jack o convinge că ea este singura persoană care o poate opri pe Irina. El mai adaugă că niciodată nu a dorit o astfel de viață pentru Sydney, dar ea este prea puternică și prea motivată pentru a lăsa pe cineva să stea în calea ei. Sydney îi spune tatălui ei că îl iubește, după care, după o lungă ezitare, pleacă.
În Hong Kong, Sark îi livrează "The Horizon" Irinei și o informează că rachetele sunt pregătite. Irina îi spune care sunt orașele-țintă -Londra și Washington D.C., după care Sark merge în camera de control al rachetelor, unde ordonă începerea numărătorii inverse.
Când Sydney ajunge, ea se confruntă cu Irina în legătură cu "The Horizon". Irina îi spune că puterea este singura monedă de schimb și că prin intermediul lui Rambaldi, va putea trăi pentru totdeauna. Sydney și Irina se luptă în mod violent. Vaughn intră în camera de control, unde se află Sark. Vaughn îl împușcă pe acesta și îi cere codurile pentru oprirea lansării rachetelor. Cu ajutorului lui Marshall, lansarea este oprită. Între timp, rănile de gloanțe ale lui Sloane se vindecă și el este readus la viață. În timp ce vede stafia Nadiei, se îndreaptă spre ieșirea din camera subterană când, este oprit de Jack.
Jack îi cere scuze pentru necredința lui în Rambaldi, la care Sloane răspunde că îl poate ajuta pe Jack, dar aceasta refuză, deoarece Sloane i-a cauzat atâta suferință lui Sydney. Jack este foarte determinat să nu îl mai lase pe Sloane să continue să o facă pe Sydney să sufere. Când Sloane spune că nu mai poate fi rănit, Jack evidențiază faptul că îl poate ține închis în acea cameră împreună cu el. De asemenea, Jack îi spune că deși Sloane a înșelat moartea, el nu îl poate înșela pe el; astfel Jack aprinde explozibilul, iar peștera se dărâmă.
Încă luptându-se, Sydney și Irina ajung pe acoperiș. Irina începe să câștige lupta, dar Sydney o lovește puternic pe Irina, care cade pe un geam de pe acoperiș. Sydney o îndeamnă să se întoarcă încet înapoi deoarece geamul nu va rezista pentru mult timp. Irina, totuși, insistă să ajungă la "The Horizon", care se rostogolise la câțiva centimetri față de ea. Când își întinde mâna înainte, sticla începe să cedeze de jur împrejur. Chiar când pune mâna pe "The Horizon", sticla se sparge, iar Irina moare, căzând prin geamul de pe acoperiș.
În Mongolia, jumătate din corpul lui Sloane este blocat sub o stâncă, dar trăiește -cu nimeni în jurul lui care să-l audă, până când stafia Nadiei apare, care îi spune că nu poate face nimic pentru el și că precum el spusese, are la dispoziție tot timpul din lume. Sloane subliniază faptul că măcar Nadia va fi alături de el pentru a-i ține companie. Dar ea îi răspunde că nu rămâne cu el, în timp ce îi întoarce spatele și dispare, lăsându-l de unul singur.
Câțiva ani mai târziu, Isabelle, acum în vârstă de 7 ani se joacă pe plaja de lângă ocean. Cum ajunge Dixon, Vaughn și Sydney ies din casa lor de pe plajă și îl întâmpină. Sydney își ține în brațe băiețelul pe nume Jack. Când Dixon îi cere ajutorul lui Sydney pentru o viitoare misiune, Vaughn sugerează să discute despre acest lucru după cină. Între timp, Isabelle găsește niște cuburi de lemn -aceleași cu care s-a jucat și Sydney și care l-au făcut pe Jack să-și dea seama de abilitățile înnăscute ale lui Sydney de agent. Isabelle asamblează cuburile fără niciun efort, după care le dărâmă și fuge la Sydney, Vaughn și Dixon pentru o plimbare pe plajă. 
- Merrin Dungey joacă rolul lui Francie Calfo. Lena Olin joacă rolul Irinei Derevko

### Titluri internaționale
- Franceză: Un sentiment d'éternité
- Germană: Alle Zeit der Welt
- Finlandeză: Kaikki maailman aika